# 高橋克典
高橋 克典（たかはし かつのり、1964年〈昭和39年〉12月15日 - ）は、日本の俳優、歌手、ミュージシャン、タレント、ラジオパーソナリティ。神奈川県横浜市出身。ケイダッシュ所属。身長175cm、体重68kg。

## 経歴
父の勝司は秋田師範学校卒業後特攻隊員となったが生きて戦後を迎え、音楽を学んだ。横浜市立南高等学校に赴任し、合唱部・マンドリン部・吹奏楽部・弦楽部を創設して指揮指導を行い、後に作曲家・指揮者として活動をしている。母の角田好子は芸大卒業の声楽家（青山学院女子短期大学・名誉教授）。父の一族は秋田県北秋田郡綴子（現、北秋田市）の地主の家系。母の一族はアメリカに移民した角田家。母方の祖父は、満州鉄道に勤務した。
3歳からピアノの英才教育を受ける。青山学院初等部・青山学院中等部・高等部卒業、青山学院大学経営学部中退。中学・高校時代はラグビー部に所属。2003年ワールドカップ放送（テレビ東京）でキャスターをつとめた。
1993年「抱きしめたい」で歌手デビュー。のちに俳優業もはじめ、『サラリーマン金太郎』や『特命係長 只野仁』などのヒットを得る。その後、『竜二Forever』（細野辰興監督作品）で、伝説の俳優・金子正次役に挑むなど野心的な作品も出演、評価を得ている。
2004年10月、モデルの中西ハンナと結婚。母校の青山学院の礼拝堂で挙式。
2008年10月17日、BS朝日の『愛のワンニャン大作戦』でバラエティ番組初司会を務める。
2009年2月27日 14時39分、体重3,960gの第1子となる男児が誕生。
2010年4月3日・4月10日に放送のNHKの古代史ドラマスペシャル『大仏開眼』で時代劇初出演。同年11月2日、ベストレザーニスト2010に選ばれる。同年、皮革親善大使にも就任している。
2015年、白川郷・五箇山の合掌造り集落の世界遺産登録20周年を記念して、「白川村ふるさと観光大使」に就任。
2018年10月28日、父親の出身地「北秋田市ふるさと大使」に就任。
2020年、『麒麟がくる』で大河ドラマに初出演。物語の中心人物である織田信長の父・織田信秀を演じる。
2024年7月15日、北秋田 綴子神社の大太鼓祭りに北秋田市ふるさと大使として参加する。

## 人物
- 八代目 中村芝翫は青山学院初等部時代からの幼馴染である[10]（高橋の方が1学年上）。
- 尾崎豊は、同じ高校の1学年後輩に当たる。本人は、テレビ番組などでたびたび「音楽サークルの部室で、“先輩、いい曲が出来たから聴いてよ”と言われ、彼が演奏したのが凄く格好良くて〜」というコメントをしている。
- 梅宮辰夫は母の従兄弟（祖母と辰夫の母が姉妹）、梅宮アンナと梅宮万紗子、元アイドル「黒BUTAオールスターズ」のメンバーだった梅宮亜須加は再従妹にあたる。辰夫とは『特命係長 只野仁』で共演している（第31話ではアンナとも共演）。万紗子とは、『金曜日の恋人たちへ』『サラリーマン金太郎2』で共演している。アンナとはバラエティ番組等で共演し、また「かっちゃん」と呼ばれている。
- 2013年1月7日放送の『ファミリーヒストリー』（NHK）で父・高橋勝司が取り上げられた。
- 連続ドラマ初出演となった『ポケベルが鳴らなくて』で、憧れていた緒形拳と共演したが、ドラマ中の緒形と言い争うシーンで、本番中に突然緒形が本気で高橋を平手打ちし、それが「手が厚い。バコーンってきて、耳は痛いし首は痛いし」だったため、「ほとんど素人」だった高橋は頭に血がのぼり、「この野郎！と思って、大物俳優だかなんだか知らないけど、瞬間、飛びかかろうと思った」ものの、我慢した瞬間にカットがかかり、その時の表情を「高橋君、初めていい芝居していたよ」と周囲から絶賛されたという[11]。
- 『サラリーマン金太郎』と並ぶもう一つの代表作『特命係長 只野仁』では、格闘アクションと肉体を披露する。その肉体を維持するために、撮影時期の前になると食事はタンパク質と野菜以外ほとんど摂らず、ジムに通い詰めるストイックな生活を送っているという。また、この作品をきっかけに肉体を維持するようになったといい、現在も撮影とは関係なしに食事に気をつけたりジムで体を鍛えているという。また、『ガチバカ!』をきっかけにボクシングジムなどにも通っている。
- 『特命係長 只野仁』内でサウナのシーンが挿入されているが、これは高橋のアイディアである。サウナには18歳の頃から入っており、ドラマなどのセリフなどを覚える際にも利用をするという。都心ではジムのサウナ、地方ロケや旅先ではホテルのサウナが多いが、街中でサウナ施設を探して入ることもあるという[12]。
- 『土曜ワイド劇場』で大杉漣と共演した『ハラハラ刑事』では、主人公の一匹狼である刑事・原島俊一郎を演じているが、この原島の少年期を演じていたのは、『麒麟がくる』で織田信長を演じる染谷将太であった。また、大杉とは同じく『土曜ワイド劇場』の『広域警察』シリーズでも共演している。
- 愛車は1974年製カワサキ・750RS（通称「金太郎号」）。『サラリーマン金太郎』の劇中で使用する車両を監督の三池崇史に問われた際に750RSを希望し、以来愛車となっている[13]。
- 趣味はツーリング。
- 「ひまわりっ! 〜宮崎レジェンド〜」で原作者東村アキコの父親がモデルの林健一を演じてるが、続編の「ひまわりっ 〜健一レジェンド〜2」の撮影現場をモデルになった東村の実父が訪れて対面した。その時、24歳の頃の父親の写真を見た所高橋に似ていた。

## 出演

### テレビドラマ
- ピーマン白書（1980年10月4日 - 11月22日、フジテレビ系） - 本格的に俳優になる以前に出演
- さすらい刑事旅情編 第18話「上越新幹線とき・雪に消えた花嫁」（1989年3月1日、テレビ朝日 / 東映）
- 「春のドラマスペシャル Y殺人事件 -湯けむりスキーと女子大生!?」（1990年3月29日、TBS系） - 持田大二郎 役
- 教師夏休み物語（1992年7月1日 - 9月23日、日本テレビ系）
- ポケベルが鳴らなくて（1993年7月3日 - 9月25日、日本テレビ系） - 田所恭平 役
- ひとの不幸は蜜の味（1994年1月11日 - 3月22日、TBS系） - 菊池浩司 役
- 上を向いて歩こう!（1994年4月11日 - 6月27日、フジテレビ系） - 椿雄司 役
- グッドモーニング（1994年7月14日 - 9月22日、フジテレビ系、木曜劇場） - 倉田一志 役
- For You（1995年1月9日 - 3月20日、フジテレビ系） - 三矢徹 役
- ひと夏のラブレター（1995年7月6日 - 9月21日、TBS系） - 田辺黎 役
- リング〜事故か!変死か!4つの命を奪う少女の怨念（1995年8月11日、フジテレビ系、金曜エンタテイメント） - 主演・浅川和行 役
- ベストフレンド（1995年10月16日 - 12月11日、日本テレビ系） - 塩見航平 役
- ピュア（1996年1月8日 - 3月18日、フジテレビ系） - 神崎涼 役
- ひとり暮らし（1996年10月11日 - 12月13日、TBS系） - 新谷高広 役
- 君が人生の時（1997年1月17日 - 3月21日、TBS系、金曜ドラマ）
- 沙粧妙子-帰還の挨拶-（1997年3月25日、フジテレビ系） - 竹本哲夫 役
- イヴ（1997年10月16日 - 12月18日、フジテレビ系、木曜劇場） - 柳俊輔 役
- 幻想ミッドナイト 第1話「夢の島クルーズ」（1997年10月4日、テレビ朝日系） - 柄吉正幸 役
- 翔ぶ男（1998年1月7日 - 2月4日、NHK） - 竜頭亮 役
- ランデヴー（1998年7月3日 - 9月11日、TBS系、金曜ドラマ） - 岩田猛 役
- あきまへんで!（1998年10月9日 - 12月18日、TBS系、金曜ドラマ） - 王博文 役
- サラリーマン金太郎シリーズ（1999年 - 2004年、TBS系） - 主演・矢島金太郎 役
  - サラリーマン金太郎（1999年1月10日 - 3月21日）
  - サラリーマン金太郎スペシャル（1999年10月3日）
  - サラリーマン金太郎2（2000年4月9日 - 7月2日）
  - サラリーマン金太郎3（2002年1月6日 - 3月17日）
  - サラリーマン金太郎4（2004年1月15日 - 3月18日）
- 金曜日の恋人たちへ（2000年1月14日 - 3月17日、TBS系） - 田辺春樹役
- ブラック・ジャック カルテII 天才女医のウェディングドレス（2000年8月26日、TBS系） - ※特別出演
- 午前三時のルースター（2000年11月25日、テレビ朝日系、サントリーミステリー劇場） - 主演・長瀬達彦 役
- 17年目のパパへ（2001年1月4日、TBS系） - 国原恭介 役※特別出演
- FACE〜見知らぬ恋人〜（2001年1月10日 - 3月7日、日本テレビ系） - 主演・水野拓巳 / 高川亮 役（仲間由紀恵とダブル主演）
- 傷だらけのラブソング（2001年10月9日 - 12月8日、関西テレビ系） - 主演・吉村浩輔 役
- 年下の男（2003年1月9日 - 3月20日、TBS系、カネボウ木曜劇場） - 伊崎駿 役
- ムコ殿2003 第2話（2003年4月24日、フジテレビ系） - 吉野 役 ※ゲスト出演
- 特命係長 只野仁シリーズ（2003年 - 2012年、テレビ朝日系） - 主演・只野仁 役
  - 特命係長 只野仁 1stシーズン（2003年7月4日 - 9月19日）
  - 特命係長 只野仁リターンズ〜女弁護士の秘密を暴け!〜 スペシャル第1弾（2004年12月22日）
  - 特命係長 只野仁 2ndシーズン（2005年1月14日 - 3月18日）
  - 特命係長 只野仁スペシャル〜狙われたセレブな女たち〜 スペシャル第2弾（2005年8月7日）
  - 特命係長 只野仁スペシャル'06〜高級レストランとおふくろの味〜 スペシャル第3弾（2006年9月23日）
  - 特命係長 只野仁 3rdシーズン（2007年1月12日 - 3月）
  - 特命係長 只野仁スペシャル '08 大手銀行派遣女子行員が仕掛けた罠 スペシャル第4弾（2008年2月2日）
  - 特命係長 只野仁スペシャル '09 スペシャル第5弾（2009年1月3日）
  - 特命係長 只野仁 4thシーズン（2009年1月8日 - 3月）
  - 特命係長 只野仁ファイナル（2012年1月6日・7日）
- バツ彼（2004年7月1日 - 9月16日、TBS系） - 主演・安達恭介 役
- 土曜ワイド劇場（テレビ朝日系）
  - ハラハラ刑事 - 主演・原島俊一郎（刑事） 役
    - ハラハラ刑事〜危険な二人の犯罪捜査〜（2004年9月18日）
    - ハラハラ刑事〜危険な二人の犯罪捜査〜2 狙われた美人妻と不良娘！連続殺人に秘められた悲劇の十年愛!!（2005年11月19日）

  - 逆転弁護（2006年12月9日） - 主演・如月隼人 役
  - 広域警察 - 主演・東圭太（刑事） 役
    - 広域警察  遷都1300年奈良、飛鳥、平城京をめぐる連続殺人事件!（2010年5月8日）
    - 広域警察2 時効廃止が運命を変えた!（2011年5月21日）
    - 広域警察3 奪われた身代金! 東京〜神戸〜広島、誘拐犯を追え!（2012年11月17日）
    - 広域警察4 〜東京〜札幌〜登別温泉、殺人犯は何処へ消えたのか（2013年10月19日）
    - 広域警察5 婚活パーティに潜入捜査！容疑者は結婚詐欺師の被害者たち?（2014年10月25日）
    - 広域警察6 殺人犯は美人妻?!夫殺しの容疑者が逃亡か！残された2000万と謝罪の手紙（2015年6月27日）
    - 広域警察7 鳴門の渦が呑み込んだ殺人の記憶! 神戸〜徳島〜東京〜大阪を巡る忘却と復讐の愛憎劇!!（2016年2月20日）
    - 広域警察8 ママを殺した犯人捕まえて!!河口湖〜富士山〜土肥温泉を巡る殺人事件! 愛憎と純愛、謎の遺産相続!?（2017年1月14日）
    - 広域警察9 宮崎〜鹿児島〜熊本・始まりは詐欺師殺人！不思議な女と影ある女とイケメン政治家騙し騙されの愛憎劇に刑事が迫る!!薩摩切子に隠された驚愕の真実！（2017年9月21日）
    - 広域警察10  山梨〜横浜〜熱海巡る殺人事件！疑惑の人気覆面作家と背後に潜む謎の女たちの嫉妬と愛憎バトル!!青い鳥が運ぶ…20年前に隠された衝撃真実（2021年6月24日）
- 女系家族（2005年7月7日 - 9月15日、TBS系） - 梅村芳三郎 役
- ガチバカ!（2006年1月19日 - 3月23日、TBS系） - 主演・権藤鉄太 役
- マグロ（2007年1月4・5日、テレビ朝日系） - 川村吾郎 役
- オトコの子育て（2007年10月26日 - 12月14日、ABC系） - 主演・矢野篤 役
- ビートたけし×松本清張 点と線（2007年11月24・25日、テレビ朝日系） - 三原紀一 役
- 課長島耕作（日本テレビ系） - 主演・島耕作 役
  - 課長島耕作（2008年6月25日）
  - 課長島耕作2・香港の誘惑（2008年10月1日）
- あの戦争は何だったのか 日米開戦と東條英機（2008年12月24日、TBS系） - 吉原記者 役
- 警官の血（2009年2月7・8日、テレビ朝日系） - 永田輝夫 役
- 官僚たちの夏（2009年7月5日 - 9月20日、TBS系、日曜劇場） - 片山泰介 役 （モデルは山下英明）
- 隠蔽指令（2009年10月18日 - 11月15日、WOWOW） - 主演・天野善彦 役
- 大仏開眼（2010年4月3・10日、NHK） - 藤原仲麻呂 役
- 同窓会〜ラブ・アゲイン症候群（2010年4月22日 - 6月17日、テレビ朝日系） - 主演・杉山浩介（刑事） 役
- 15歳の志願兵（2010年8月15日、NHK） - 藤山順一 役
- 戦国疾風伝 二人の軍師 秀吉に天下を獲らせた男たち（2011年1月2日、テレビ東京系、新春ワイド時代劇） - 主演・黒田官兵衛 役
- 悪党〜重犯罪捜査班（2011年1月 - 3月、ABC系） - 主演・富樫正義 役
- チーム・バチスタ3 アリアドネの弾丸（2011年7月 - 9月、関西テレビ系） - 斑鳩芳正 役
- 家で死ぬということ（2012年2月25日、NHK名古屋放送局）[14] - 主演・中村純一 役
- 刑事魂（2012年3月31日、テレビ朝日系、ドラマスペシャル） - 主演・三島勇造 役
- 世にも奇妙な物語 2012年 春の特別編「家族（仮）」（2012年4月21日、フジテレビ系） - 主演・小野寺裕史 役
- 黄昏流星群〜星降るホテル〜（2012年6月26日、関西テレビ系、恋するオトナのドラマスペシャル） - 関本潤 役
- 匿名探偵（テレビ朝日系） - 主演・探偵 役
  - 匿名探偵（2012年10月 - 12月）
  - 匿名探偵 2ndシーズン（2014年7月 - 9月）
- 夜行観覧車（2013年1月 - 3月、TBS系） - 結城哲也 役
- SUMMER NUDE（2013年7月 - 9月、フジテレビ系） - 下嶋賢二 役
- 事件救命医〜IMATの奇跡〜（テレビ朝日系、ドラマスペシャル） - 荒井健三 役
  - 事件救命医〜IMATの奇跡〜（2013年10月6日）
  - 事件救命医〜IMATの奇跡〜2（2014年6月15日）
- 月曜ゴールデン⇒月曜名作劇場
  - 「信濃のコロンボ」（2013年 ‐ ） - 岡部和雄 役
  - 「警視庁岡部班」（2017年 - ） - 主演・岡部和雄 役
- 恋愛ドラマをもう一度（2013年11月23日・12月7日、LaLa TV） - 主演・矢作啓介 役
- 医龍4-Team Medical Dragon-（2014年1月9日 - 3月20日、フジテレビ） - 岡村征 役
- 刑事（2014年3月26日、テレビ東京系、ドラマスペシャル） - 主演・秋庭実 役
- 珈琲屋の人々（2014年4月 - 5月、NHK BSプレミアム） - 主演・宗田行介 役
- 大江戸捜査網2015〜隠密同心、悪を斬る!（2015年1月2日、テレビ東京系、新春ワイド時代劇） - 主演・十文字小弥太 役
- 京都人情捜査ファイル（2015年4月 - 6月、テレビ朝日系） - 主演・戸隠鉄也 役
- ホテルコンシェルジュ（2015年7月 - 9月、TBS） - 鷲尾隆介 役
- 子連れ信兵衛（NHK BSプレミアム） - 主演・松村信兵衛 役
  - 子連れ信兵衛（2015年11月 - 12月）[15]
  - 子連れ信兵衛2（2016年11月 - 12月）
- 逃げる女（2016年1月 - 2月、NHK） - 斉藤浩一 役
- ノンママ白書（2016年8月13日 - 9月24日、東海テレビ・フジテレビ） - 本城司 役[16]
- メディカルチーム レディ・ダ・ヴィンチの診断（2016年10月 - 12月、関西テレビ・フジテレビ） - 北畠昌幸 役
- 日曜ワイド 庶務行員 多加賀主水が許さない（2017年10月15日、テレビ朝日系） - 主演・多加賀主水 役
  - 日曜プライム 庶務行員 多加賀主水が悪を断つ（2019年2月10日）
  - 日曜プライム 庶務行員 多加賀主水（2019年11月17日）
  - 日曜プライム 庶務行員・多加賀主水（2020年2月16日)
  - ドラマスペシャル 庶務行員・多加賀主水（2020年9月24日)
- ツバキ文具店（2017年4月14日 - 6月2日、NHK） - 白川清太郎 役
- トットちゃん!（2017年、テレビ朝日） - 飯沢匡 役
- 特命刑事 カクホの女シリーズ（テレビ東京） - 如月光太郎 役
  - 特命刑事 カクホの女（2018年1月19日 - 3月9日）
  - 特命刑事 カクホの女2（2019年10月18日 - ） - 特別出演
- モンテ・クリスト伯 -華麗なる復讐-（2018年4月19日 - 6月14日、フジテレビ） - 入間公平 役
- 不惑のスクラム（2018年9月 - 10月、NHK総合） - 主演・丸川良平 役
- 後妻業（2019年1月22日 - 3月19日、関西テレビ・フジテレビ系） - 柏木亨 役
- シャーロック（2019年11月25日・12月16日） - 獅子雄の異母兄 万亀雄 役
- NHKスペシャル シリーズ 体感 首都直下地震「パラレル東京」（2019年12月2日 - 5日、NHK総合） - 江口繁之 役
- 大河ドラマ 麒麟がくる（2020年、NHK総合） - 織田信秀 役[17]
- M 愛すべき人がいて（2020年4月18日 - 7月4日、テレビ朝日） - 中谷 役[18]
- 月曜プレミア8 越境捜査（2020年4月20日、テレビ東京） - 主演・鷺沼友哉 役[19]
- ひまわりっ! 〜宮崎レジェンド〜（2020年6月1日 - 6月12日、テレビ宮崎） - 林健一 役
  - ひまわりっ 〜宮崎レジェンド2〜（2022年5月16日 - 5月27日）
- 十三人の刺客（2020年11月28日、NHK BSプレミアム）  - 鬼頭半兵衛 役
- 明治開化 新十郎探偵帖（2020年12月11日 - 2021年 2月5日、NHK BSプレミアム / NHK BS4K） - 勝海舟 役
- ひきこもり先生（2021年6月12日 - 7月10日、NHK総合） - 榊利三 役
- 浅見光彦シリーズ (テレビ東京のテレビドラマ)（テレビ東京） - 浅見陽一郎 役[20]
  - 内田康夫サスペンス 浅見光彦 軽井沢殺人事件（2022年2月28日）
  - 内田康夫サスペンス 浅見光彦 源氏物語殺人事件（2022年12月12日）[21]
- 正直不動産（2022年4月5日 - 6月7日、NHK） - 鵤聖人 役
  - 正直不動産スペシャル（2024年1月3日、NHK総合・NHK BSプレミアム4K）[22][23]
  - 正直不動産2（2024年1月9日 - 3月12日、NHK総合・NHK BSプレミアム4K）[23]
  - 正直不動産ミネルヴァ Special（2025年2月5日、NHK BS）[24]
- 連続テレビ小説 舞いあがれ!（2022年10月 - 2023年3月、NHK） - 岩倉浩太 役
- 罠の戦争（2023年1月16日 - 3月27日、関西テレビ・フジテレビ） - 竜崎始 役[25]
- 警部補ダイマジン（2023年7月7日 - 9月1日、テレビ朝日） - 百鬼行人 役[26]
- 警視庁追跡捜査係-交錯-（2023年8月7日、テレビ東京） - 主演・西川大和 役（遠藤憲一とダブル主演）[27]
- ギフテッド Season2（2023年10月14日 - 12月2日、WOWOW） - 神原勇作 役[28]
- ハイエナ（2023年10月20日 - 12月8日、テレビ東京） - 新海健一 役[29]
- 大奥（2024年1月18日 - 、フジテレビ） - 徳川家重 役[30]
- 離婚しない男-サレ夫と悪嫁の騙し愛- 第8話・最終話〔回想〕（2024年3月9日・3月16日、テレビ朝日） - 孝弘 役[31]
- おいハンサム!!2 第2話（2024年4月13日、東海テレビ・フジテレビ） - ムッシュ 役[32]
- 大岡越前7（2024年6月23日 - 8月11日、NHK BS・NHK BSプレミアム4K） - 主演・大岡忠相 役[33]
  - 大岡越前8（2025年6月8日 - 、NHK BS・NHK BSプレミアム4K）[34]
- 素晴らしき哉、先生!（2024年8月18日 - 10月6日、朝日放送テレビ・テレビ朝日） - 笹岡秀樹 役[35]
- 夜ドラ 未来の私にブッかまされる!?（2024年10月7日 - 11月28日、NHK総合） - 30年後の五十嵐頼人 役[36]
- 放送局占拠（2025年7月12日 - 、日本テレビ） - 屋代圭吾 役[37][38]
- FOGDOG（2025年7月22日 - 、読売テレビ） - 鬼頭康臣 役[39]

### 配信ドラマ
- 特命係長 只野仁 AbemaTVオリジナル（2017年1月7日 - 2月4日、全5話、AbemaTV） - 主演・只野仁 役
- 覆面D（2022年10月15日 - 11月26日、 ABEMA） - 馬場寛治 役
- No Activity Season2（2024年9月13日〈予定〉 - 、Amazon Prime Video） - 折原忠人 役[40]
- ドンケツ（2025年4月25日 - 、DMM TV） - 若林俊常 役[41]

### 映画
- 日本フィルハーモニー物語 炎の第五楽章（1981年9月19日公開、にっかつ） - 高校生 役
- 六本木バナナ・ボーイズ（1989年8月12日公開、東映） ※映画デビュー作
- バースデイプレゼント（1995年10月28日公開、東宝） ※ゲスト出演
- サラリーマン金太郎（1999年11月13日公開、東宝） - 主演・矢島金太郎 役
- GO-CON! JAPANESE LOVE CULTURE（2000年公開、つんくタウンFILMS） - ワイルド男 役 ※友情出演
- 竜二Forever（2002年2月公開、アミューズピクチャーズ） - 主演・金子正次 役
- 新・仁義なき戦い/謀殺（2003年公開、東映） - 主演・矢萩 役
- 偶然にも最悪な少年（2003年公開、東映） - 運び屋 役
- ゴーストシャウト（2004年12月18日公開、東京テアトル） ※ゲスト出演
- 一億の猫[42]（2006年公開） ※友情出演
- 特命係長 只野仁 最後の劇場版（2008年12月6日公開、松竹） - 主演・只野仁 役
- 誘拐ラプソディー（2010年4月3日公開、角川映画） - 主演・伊達秀吉 役
- 私の叔父さん（2012年3月3日公開、私の叔父さん制作委員会） - 主演・田原構治 役
- アウトレイジ ビヨンド（2012年10月6日公開、ワーナー・ブラザース、オフィス北野） - 花菱会・城 役
- 20歳のソウル（2022年5月27日公開、日活） - 星野拓朗[43][44]
- バイオレンスアクション（2022年8月19日公開、ソニー・ピクチャーズ エンタテインメント） - 木下 役
- 世界の終わりから（2023年4月7日公開、ナカチカ）[45]
- 劇場版 マーダー★ミステリー 探偵・斑目瑞男の事件簿 鬼灯村伝説 呪いの血（2024年2月16日公開、アイエス・フィールド） - 五階堂猛 役[46]
- 明日を綴る写真館（2024年6月7日公開、アスミック・エース） - 五十嵐彰 役[47]
- 乱歩の幻影（2024年7月26日公開、JACO） - 江戸川乱歩 役[48]
- BLUE FIGHT 〜蒼き若者たちのブレイキングダウン〜（2025年1月31日公開、ギャガ / YOAKE FILM）[49] - 矢倉大輔
- 栄光のバックホーム（2025年11月28日公開予定、ギャガ） - 横田真之 役[50]

### 舞台
- 1999年5月 - 6月：『セツアンの善人』（新国立劇場）
- 2012年8月：『十三人の刺客』（赤坂ACTシアター、新歌舞伎座） - 島田新左衛門 役
- ラヴ・レターズ（2019年10月7日 – 9日 EXシアター六本木、10月18日 森ノ宮ピロティホール）
- 醉いどれ天使（2021年9月3日-20日、東京公演 明治座、2021年10月1日- 10月11日、大阪公演 新歌舞伎座） - 真田 役
- 応天の門（2024年12月4日 - 22日 明治座） - 在原業平 役[51][52]
- 忠臣蔵（2025年12月12日 - 28日〈予定〉 明治座、2026年1月3日 - 6日〈予定〉 御園座、1月17日〈予定〉 富山県民会館、1月24日 - 27日〈予定〉 梅田芸術劇場 メインホール） - 吉良上野介 役[53]

### テレビアニメ
- 深夜!天才バカボン（2018年7月25日・9月12日、テレビ東京他） - 本人 役

### ゲーム
- 龍が如く 維新!（2014年2月22日、セガ） - 武市半平太 役[54]

### ドキュメンタリー
- 高橋克典・小泉今日子の魂の百年物語武士道をゆく（2001年10月8日、日本テレビ系） - ナビゲーター
- ネイチァリングスペシャル ユーラシア疾走1万キロ〜巨大ナマズと格闘!高橋克典の感動大陸紀行（2003年1月5日、テレビ朝日系）
- 地球大紀行スペシャル
  - 太平洋最後の楽園へ 高橋克典ちいさな島の大冒険（2005年1月29日、中部日本放送） - 旅人
  - CBCテレビ開局50周年記念番組 高橋克典 ゾウと旅する 幸福感動!タイ5000キロ（2007年1月27日、中部日本放送） - 旅人[55]
- 特命!高橋克典の実感マニアック旅行inフランス（2006年2月12日、テレビ朝日系）
- 空から見た地球。（2008年5月31日 - 、テレビ朝日系）
- 仕事ハッケン伝 / 単発・レギュラー（2010年8月24日、2011年5月 - 7月、2012年4月 - 9月、2013年4月 - 、NHK総合） - ナレーション
- 極上のクルーズ紀行（2011年4月6日 - 、BS-TBS） - ナビゲーター
- ファミリーヒストリー（2013年1月7日、NHK総合）
- ザ・プレミアム 驚き!ニッポンの底力（NHK BSプレミアム） - ナビゲーター
  - 鉄道王国物語（2013年12月23日）
  - 巨大建築物語（2014年4月26日）
  - 鉄道王国物語2（2015年6月6日）
  - 鉄道王国物語4 (2018年7月7日)
  - 鉄道王国物語5 (2021年2月13日) [56]
  - 鉄道王国物語6 (2022年2月5日) [57]
  - 鉄道王国物語7 お召列車スペシャル (2023年2月23日)
  - 宇宙開発物語（2023年8月12日）
  - 鉄道王国物語8 (2024年3月2日) [58]
  - 鉄道王国物語9 新幹線スペシャル (2024年8月16日)

### バラエティ・情報教養番組
- 世界の子供がSOS!THE★仕事人バンク マチャアキJAPAN（テレビ朝日系）
- ひるおび!（2009年3月31日 - 9月、TBS系） - 火曜レギュラー
- 芸能人格付けチェック(2011年1月1日、2012年1月1日、2021年10月5日、2024年3月26日　ABCテレビ)
- スマートラウンジ（2011年4月 - 2012年3月30日、BS朝日） - 下平さやかアナと共に案内人
- 金曜スーパープライム・レシピの女王（2011年10月28日、日本テレビ系） - 総合司会
- 超歴史ロマン“大江戸ミステリー”完全決着SP（2011年12月26日、テレビ東京） - ナビゲーター
- ワタシが日本に住む理由（2016年4月11日 - 、BSジャパン） - 司会 [59]
- ららら♪クラシック（2017年4月7日 - 2021年3月26日、NHK Eテレ） - 司会
- 第62回NHKニューイヤーオペラコンサート（2019年1月3日 - 、NHK Eテレ、NHK-FM） - 司会
- ZIP!（2021年11月5日 - 2021年11月26日、日本テレビ） - 2021年11月度月替わり金曜パーソナリティー
- あこがれの世界クルーズ紀行（2022年4月2日 - 、BSJapanext）
- あさイチ「プレミアムトーク　高橋克典▽今だから語れる思い」（2023年1月13日、NHK総合）

### ラジオ
- ファン・ファン・ファン 高橋克典ロックンロールトリビューン（1993年10月 - 1994年9月 毎週木曜日 22:00 - 24:00 ハマラジ〈現：FM横浜〉）
- Music Pulse on Tokyo Bay（1994年10月 - 1995年3月 毎週水曜日 25:00 - 26:00 bayfm）
- 高橋克典ロッキン・ストリート（1995年10月 - 1997年3月 毎週金曜日 19:30 - 20:00 TOKYO-FM）
- 高橋克典HONDAサウンドサーキット（1998年4月 - 1999年3月 毎週金曜日 16:00 - 17:00 TOKYO-FM）
- アサヒビールプレゼンツ シルキータイム（1999年4月 - 1999年12月 毎週金曜日 16:00 - 17:00 TOKYO-FM）
- LOVE TALKIN'（1995年4月 - 2010年3月 毎週土曜日 19:00 - 20:00 bayfm）
- トヨタ勝又グループ presents GROOVIN' ON THE ROAD（2013年4月 - 毎週土曜日 12:00 - 12:57 bayfm）

### ネット配信
- ドキュメンタル番外編 イケメンタルfromまっちゃんねる（2021年、Amazon Prime Video）- シーズン1出演
- HITOSHI MATSUMOTO pre
- sents ドキュメンタル（2022年、Amazon Prime Video）- シーズン11出演

### CM
- キリンビール「ビール工場」（1995年）
- フィリップモリス ジャパン合同会社「フィリップモリス スーパーライト」（1995年）
- 日本コカ・コーラ「ジョージア Zotto」（1995年）
- 明治製菓（1995年 - 1997年）
- 山之内製薬「マーロックスチュアブル」（1996年）
- ミツカン「追いがつおつゆ」（1996年）
- 大和証券（1999年 - 2004年）
- ヤクルト本社「ジョア」（1999年）
- 財団法人エネルギーセンター（1999年）
- サントリー「マグナムドライ」（2000年 - 2001年）
- キッコーマン「焼肉のたれ 赤と黒」（2000年 - 2001年）
- トヨタ自動車（2002年）
- 久光製薬「フェイタス」（2004年 - 2012年）
- 平成電電「CHOKKA」（2004年 - 2005年）
- アットローン（2005年 - 2007年）
- サントリーフーズ「フラバン茶」（2005年）
- アサヒビール「極旨」（2007年）
- フィールズ「天下無敵！サラリーマン金太郎」（2007年 - 2008年）
- エースコック（2009年）
- はごろもフーズ「サラのり」（2011年 - 2012年）
- 花王「サクセスV 薬用シャンプー」（2012年 - 2013年）
- RIZAP （2017年 - 2020年）
- YOTTA GAMES LIMITED「マフィア・シティ」（2019年）
- エービーシー・マート「HAWKINS ビジネスシューズ」（2019年 - 2020年）
- 4399「魔剣伝説」（2020年 - 2021年）[60]
- YKK AP「M30 顔認証自動ドア」（2023年4月 - ）
- カレント自動車「旧車王」（2023年11月 - ）
- プレマテックス「プレマスタイル」（2024年6月 - ）
- エスビー食品「李錦記オイスターソース」（2025年2月 - ）[61]

## 音楽

### シングル
1. 抱きしめたい（1993年2月25日、日本テレビ系『いつみても波瀾万丈』エンディングテーマ）
2. 逆光線に射ち抜かれて（1993年8月25日、テレビ朝日系『OH!エルくらぶ』オープニングテーマ）
3. HEARTBEAT CITYつき抜けて（1993年12月21日、日本テレビ系『天才!どんぐり連合』エンディングテーマ）
4. 一秒の過ち（1994年7月25日、テレビ東京系『浅草橋ヤング洋品店』オープニングテーマ）
5. 君のKissしか欲しくない（1995年1月25日、「スリムビューティハウス」CFイメージソング）
6. Believe Me（1995年5月25日、TBS系『歌いこみ音楽隊!』主題歌）
7. UNBALANCE（1995年10月25日、テレビ朝日系『花嫁は16才!』主題歌）
8. もう君は誰のものでもない（1996年1月29日、「スリムビューティハウス」CFイメージソング）
9. 君を愛してる 〜NEW LIFE〜（1996年10月16日、山之内製薬（現・第一三共ヘルスケア）“マーロックスチュアブル”CFイメージソング）
10. True Heart（1997年2月25日）
11. EITHER SIDE（1998年1月28日）（作詞・作曲は清春）
12. 太陽を抱きたい（1999年2月17日、TBS系『サラリーマン金太郎』挿入歌）
13. NEVER CRY（1999年10月1日、東宝映画系『サラリーマン金太郎』挿入歌）
14. Diamond Tears（2000年2月23日）
15. TWO OF US（2000年5月18日、織田哲郎作曲・編曲・プロデュース。TBS系『サラリーマン金太郎2』挿入歌）
16. 愛してる（2001年2月21日、仲間由紀恵とデュエット。日本テレビ系『FACE〜見知らぬ恋人〜』挿入歌）
17. 熱くなれ!（2002年1月30日、TBS系『サラリーマン金太郎3』主題歌）
18. TSUKIKAGE（2003年2月26日、TBS系『年下の男』挿入歌）
19. 男の美学（2003年8月6日、avex trax、横山剣（クレイジーケンバンド）作詞。テレビ朝日系『特命係長 只野仁』挿入歌）

### アルバム
1. BREATHLESS（1993年2月25日）
2. HEEL（1993年10月25日、Warner Music Japan/WPCL-792）
3. SWEET and WILD（1995年11月13日）
4. 7COLORS（1996年4月1日）
5. 高橋克典（1996年12月3日）
6. Wild Flower（1998年3月21日）
7. Bridge（1999年10月21日）
8. THE BEST OF KATSUNORI TAKAHASHI（2000年3月18日）
9. MORE ATTITUDE... LESS HANG-UPS（2003年10月1日、avex trax/AVCD-17348）
10. サウンドトラック『特命係長 只野仁〜音の美学〜』（2005年8月3日、avex trax）
11. SINGS〜Cover Theme Songs〜(avex trax)(2016年12月7日)

### ビデオ
1. 高橋克典LIVE'95 BREATHLESS（1995年7月25日、ライブビデオ）
2. VIDEO SESSIONS（1996年4月1日、ビデオクリップ集）
3. KATSUNORI TAKAHASHI CONCERT TOUR'96 SWEET and WILD（1996年8月25日、ライブビデオ）
4. KATSUNORI TAKAHASHI CONCERT TOUR'97 LIVE VIDEO "BLOW UP"（1997年8月1日、ライブビデオ）
5. WILD FLOWER SPECIAL in YOKOHAMA（1998年10月1日、ライブビデオ）

## 書籍

### 写真集
- ANY HOME（1996年3月1日、ワニブックス発行）
- 地図にない道（1998年4月10日、ワニブックス発行）
- Shadows and Light（1999年11月30日、シンコーミュージック発行）

### 著書
- 高橋克典流肉体改造 - タダノ体のつくり方（アメーバブックス新社刊）（2008年）ISBN 434499129X

## 受賞歴
- 1995年 第4回ザテレビジョンドラマアカデミー賞 助演男優賞（『For You』）[62]
- 1996年 エランドール賞 新人賞
- 1999年 第23回日本アカデミー賞 新人俳優賞（『サラリーマン金太郎』）
- 2010年 ベストレザーニスト賞
- 2015年 Ameba BLOG of the year 2015 優秀賞
- 2023年 第42回ベスト・ファーザー イエローリボン賞 芸能部門
- 2023年 第15回ベスト・ネクタイスト賞
- 2023年 スマイルひまわり賞